# 레트로플루마과
레트로플루마과(Retroplumidae)는 십각목에 속하는 게과의 하나이다. 레트로플루마상과(Retroplumoidea)의 유일한 과이다.

## 하위 분류
8개 속이 인정되고 있으며, 대부분 화석종이며 현존하는 속은 2개 속뿐이다.
- † Archaeopus Rathbun, 1908
- 바티플루마속 (Bathypluma) de Saint Laurent, 1989
- † Costacopluma Collins & Morris, 1975
- † Cristipluma Bishop, 1983a
- † Loerentheya Lőrenthey, in Lőrenthey & Beurlen, 1929
- † Loerenthopluma Beschin, Busulini, De Angeli & Tessier, 1996
- † Retrocypoda Vía, 1959
- 레트로플루마속 (Retropluma) Gill, 1894

현존하는 2개 속의 8종은 인도-태평양 지역의 심해에서 산다.
- 바티플루마속 (Bathypluma) de Saint Laurent, 1989
  - Bathypluma chuni (Doflein, 1904)
  - Bathypluma forficula De Saint Laurent, 1989
  - Bathypluma spinifer De Saint Laurent, 1989
- 레트로플루마속 (Retropluma) Gill, 1894
  - Retropluma denticulata Rathbun, 1932
  - Retropluma quadrata De Saint Laurent, 1989
  - Retropluma notopus (Alcock & Anderson, 1894)
  - Retropluma planiforma Kensley, 1969
  - Retropluma plumosa Tesch, 1918
  - Retropluma serenei De Saint Laurent, 1989
  - Retropluma solomonensis McLay, 2006

레트로플루마과의 화석 표본은 백악기 후기까지 거슬러 올라가며, 캘리포니아주의 코냐크절-마스트리흐트절 암반 지역에서 발견된 Archaeopus antennatus, 일본의 투랜절-마스트리흐트절 암반 지역에서 발견된 Archaeopus ezoensis 등이 있다.